# Roßleben
Roßleben – dzielnica miasta Roßleben-Wiehe w Niemczech, w kraju związkowym Turyngia, w powiecie Kyffhäuser. Do 31 grudnia 2018 miasto.

## Współpraca
Miejscowość partnerska:
- Wächtersbach, Hesja